# Lingue zamuco
Le lingue zamuche oppure zamucane (in spagnolo lenguas samucas/zamucanas, o semplicemente zamuco/samuco) sono una famiglia di lingue native americane parlate in Bolivia e Paraguay.

## Distribuzione geografica
Le lingue zamuco sono parlate da circa 6.000 persone stanziate nel Gran Chaco, tra Bolivia e Paraguay.

## Classificazione
La famiglia linguistica zamuco è composta da:
- lingua ayoreo (codice ISO 639-3)
- lingua chamacoco (ceg)

A queste due lingue bisogna aggiungere anche l'antico zamuco, lingua parlata nel XVIII secolo nella riduzione gesuitica di San Ignacio de Samucos ed oggi estinta. Tale lingua è molto simile all'ayoreo, anche se probabilmente l'ayoreo non discende direttamente dall'antico zamuco. Studi linguistici e genetici confermano la parentela tra le lingue zamuco.

## Sistema di scrittura
Per la scrittura viene utilizzato l'alfabeto latino.

## Peculiarità linguistiche
Le lingue zamuco si caratterizzano per la presenza di strutture sintattiche paraipotattiche, tipologicamente rare, ma documentate in una fase arcaica dell'italiano e di altre lingue romanze. Tale caratteristica è presente anche in altre lingue del Chaco che non hanno alcuna relazione genetica con le lingue zamuco, il che lascia supporre che la paraipotassi costituisca un tratto areale.